# Bataille de Populonia
La Bataille de Populonia (282 av. J.-C.) constitue une victoire de la Rome antique sur les Étrusques et paracheva le déclin de ces derniers au profit de Romains.

## Sources
- (en) Cet article est partiellement ou en totalité issu de l’article de Wikipédia en anglais intitulé « Battle of Populonia » (voir la liste des auteurs).